# Выморочное имущество
Вы́морочное иму́щество (лат. bona vacantia, нем. erblose Güter, англ. escheated property) — в гражданском праве имущество, которое осталось после умершего лица и на которое никто не претендует или не может претендовать ни по завещанию, ни по праву наследования. Если было завещано не всё имущество, а наследники отсутствуют, то выморочным признаётся часть имущества.
В зависимости от законодательства страны, выморочное имущество переходит государству или административно-территориальному образованию как бесхозяйное имущество (Франция, Великобритания, США), либо в порядке наследования (Россия, Германия, Швейцария, Италия). Государство, как правило, использует такое имущество в общественно полезных или благотворительных целях.
Римское право изначально считало выморочное имущество ничейным и допускало установление права собственности над ним посредством захвата, но позднее на такое имущество стала претендовать казна. 
В России государство стало претендовать на выморочное имущество с конца XVII века, а ранее такое имущество получала церковь «на помин души» умершего без наследников. В современном российском законодательстве выморочное имущество переходит в собственность муниципального образования, на территории которого оно находится, если отсутствуют наследники как по закону, так и по завещанию, либо никто из наследников не имеет права наследовать, либо никто из наследников не принял наследства, либо все наследники отказались от наследства (ГК РФ, статья 1151). 
В состав выморочного имущества включаются принадлежавшие умершему вещи и другое имущество, а также имущественные права и обязанности. За счёт выморочного имущества муниципальное образование может выплатить долги наследодателя и расходы, связанные с его смертью, а также потратить его на охрану наследства и управление им.